# تيموثي فوسو منساه
تيموثي إيفانز فوسو-منساه (بالهولندية: Timothy Fosu-Mensah)‏ (مواليد 2 يناير 1998) لاعب كرة قدم هولندي ، وشقيق اللاعب ألفونس فوسو منساه واللاعب باول فوسو منساه ، ويلعب حاليًا لنادي مانشستر يونايتد.

## مسيرته الكروية

### بداياته
ولد في هولندا لأبوين غانيين، وبدأ مسيرته الكروية في هولندا، قبل الانتقال إلى إنجلترا في صيف 2014. بدأ في صفوف نادي زيبوريخيا للشباب، وذهب من خلاله إلى أكاديمية الشباب بنادي أياكس.

### مانشستر يونايتد
لعب لفرق الشباب في نادي مانشستر يونايتد في مراكز متعددة كخط الوسط الدفاعي وقلب الدفاع والظهيرين الأيمن والأيسر.

لعب أول مباراة رسمية له مع الفريق في 28 فبراير 2016 تحت قيادة المدرب لويس فان خال وكانت في الدوري الإنجليزي الممتاز ضد أرسنال على ملعب أولد ترافورد عندما نزل بديلًا لماركوس روخو الذي أصيب في الشوط الثاني (ولعب بمعدل 35 دقيقة) وانتهت المباراة بفوز المان يونايتد بنتيجة 3–2  ، ولعب كذلك مباراة الإياب أمام واتفورد في الأسبوع 28 من الدوري وانتهت المباراة بفوز المان يونايتد بنتيجة 1–0.

### مع المنتخب
شارك مع منتخب تحت 15 ، وتحت 16 ، وتحت 17 في بطولة أوروبا تحت 17 سنة لكرة القدم 2015 ، وتحت 19 ، وانضم لأول مرة في التشكيلة الأساسية للمنتخب الوطني الهولندي من قبل المدرب داني بلايند.
ويمكنه اللعب أيضًا مع المنتخب الغاني لأنه ولد لأبوين غانيين.

## روابط خارجية
- تيموثي فوسو منساه على موقع الاتحاد الأوربي (الإنجليزية)
- تيموثي فوسو منساه على موقع قاعدة بيانات كرة القدم.إي يو (الإنجليزية)
- تيموثي فوسو منساه على موقع ليكيب (الفرنسية)
- تيموثي فوسو منساه على موقع ناشيونال فوتبول تيمز (الإنجليزية)
- تيموثي فوسو منساه على موقع Soccerbase.com (لاعب) (الإنجليزية)
- تيموثي فوسو منساه على موقع Soccerway.com (الإنجليزية)
- تيموثي فوسو منساه على موقع عالم كرة القدم.نت (الإنجليزية)
- تيموثي فوسو منساه على موقع AS.com (الإسبانية)